# La Sentinelle (film)
La Sentinelle è un film del 1992 diretto da Arnaud Desplechin.
Fu presentato in concorso al Festival di Cannes 1992.